# Steffen Moestrup
Steffen Moestrup (født 30. august 1977) er en dansk journalist, filmkritiker og tv-vært. Han er tidligere kulturredaktør på Jyllands-Posten. Siden 2020 har han været ansat som docent på Danmarks Medie- og Journalisthøjskole (DMJX) samt arbejdet freelance. 
Moestrup er uddannet journalist fra Danmarks Medie- og Journalisthøjskole. Derudover er han cand.mag. i medievidenskab, og i 2019 forsvarede han sin ph.d.-afhandling om persona-dreven kulturjournalistik og kulturkritik. 
Moestrup er vært på DK4's filmmagasin film:syn og redaktør hos den internationale filmkritiker-forening FIPRESCI. Som filmkritiker har han publiceret artikler i bl.a. Le Monde diplomatique, IndieWire (en), Filmtidsskriftet 16:9 samt DOX. Desuden har han tilrettelagt en række dokumentarudsendelser og dokumentarfilm samt fungeret som freelancejournalist hos bl.a. Kristeligt Dagblad, Politiken og Dagbladet Information. Han har siddet i filmkritiker-juryer på festivaler i blandt andet Cannes, Toronto, Palm Springs og Mumbai. Moestrup er international bedømmer hos Golden Globe.  

## TV-udsendelser og film
- Filmmagasinet 16:9 (2006-2008) – Programvært og tilrettelægger
- film:syn (2008-) – vært og tilrettelægger
- Afgang 2009 (2009) – tilrettelægger, fotograf og klipper
- Første Omgang – en dag med Torben Keller (2009) – tilrettelægger og fotograf
- film:syn special: Portræt af Nils Malmros (2009) – tilrettelægger og klipper
- film:syn special: Portræt af Simon Staho (2009) – tilrettelægger og klipper
- film:syn special: Portræt af Niels Arden Oplev (2009) – tilrettelægger og klipper
- Sportspanelet (2009-) – Programvært og tilrettelægger
- film:syn special: Portræt af Ole Ege (2010) – tilrettelægger og klipper
- Cyberdrømme (2010) – tilrettelægger
- Danske dokumentarister (2010-2011) – tilrettelægger
- Jørgen Leth - the seduced human (2012) – creative producer og fotograf
- film:syn (2020 - ) – vært og tilrettelægger
- Forest Time (2025) – instruktør og fotograf